# Helene Knoop
Helene Knoop, född 26 november 1979 i Drøbak i Norge, är en norsk konstnär. Knoop har studerat vid Vika Maleskole och varit elev hos Odd Nerdrum. Hon är en av förgrundsgestalterna i kitschrörelsen och har arrangerat Kitschbiennalen 2008 och 2010. 
Hennes verk har ställts ut på gallerier i ett stort antal länder, bland annat på Trygve Lie Gallery i New York och Åmells galleri i London. Hon är representerad i samlingar i Norge, Sverige, Storbritannien, Italien, Nicaragua och USA.